# Lumière et Compagnie
Lumière et compagnie ist der Titel eines internationalen Filmprojekts aus dem Jahr 1995. Anlässlich des 100-jährigen Jubiläums der Erfindung des Cinématographen durch die Brüder Lumière drehten 41 Regisseure Kurzfilme, die sie mit der originalen Kamera aus dem 19. Jahrhundert umsetzten. Die Idee für diese Hommage stammte von Philippe Poulet, einem  Forscher im Kinomuseum von Lyon.
Die Filme durften nicht länger als 52 Sekunden sein. Zudem mussten sie ohne Schnitte, ohne künstliches Licht und ohne nachsynchronisierten Ton realisiert werden.

## Beteiligte Regisseure
| - Merzak Allouache - Theo Angelopoulos - Vicente Aranda - Gabriel Axel - Bigas Luna - John Boorman - Youssef Chahine - Alain Corneau - Constantin Costa-Gavras - Raymond Depardon - Jaco Van Dormael - Francis Girod - Peter Greenaway - Lasse Hallström | - Michael Haneke - Hugh Hudson - James Ivory - Gaston Kaboré - Abbas Kiarostami - Cédric Klapisch - Andrei Kontschalowski - Patrice Leconte - Spike Lee - Claude Lelouch - David Lynch - Ismail Merchant - Claude Miller - Sarah Moon | - Idrissa Ouédraogo - Arthur Penn - Lucian Pintilie - Jacques Rivette - Helma Sanders-Brahms - Jerry Schatzberg - Nadine Trintignant - Fernando Trueba - Liv Ullmann - Régis Wargnier - Wim Wenders - Yoshishige Yoshida - Zhang Yimou |

## Besetzung
| - Jeffe Alperi - Romane Bohringer - Michele Carlyle - Lou Chapiteau - Marc Chapiteau - Antoine Duléry - Pascal Duquenne - Bruno Ganz - Charles Gérard - Ticky Holgado - Isabelle Huppert - Neil Jordan - Patrice Leconte - Satchel Lee | - Spike Lee - Claude Lelouch - Stan Lothridge - David Lynch - Alessandra Martines - François Mitterrand - Liam Neeson - Sven Nykvist - Idrissa Ouédraogo - Géraldine Pailhas - Russ Pearlman - Pam Pierrocish - Aidan Quinn - Kathleen Raymond | - Stephen Rea - Nathalie Richard - Alan Rickman - Jacques Rivette - Félix Romeo - Joan Rudelstein - Dawn Salcedo - Otto Sander - Clyde Small - Zinedine Soualem - Liv Ullmann - Yimou Zhang - Pernilla August - Max von Sydow |

## Kritiken
- Lexikon des internationalen Films: "Eine reizvolle Kompilation und Hommage zum 100. Geburtstag des Kinos."[1]